# 伊丹央
伊丹 央（いたみ おう）は、日本の小説家、ライトノベル作家。大阪府大阪市出身、兵庫県伊丹市在住。大阪芸術大学芸術学部放送学科卒業。有栖川有栖創作塾出身。

## 経歴・人物
2016年、小説投稿サイトカクヨムに伊丹央名義で作品を投稿しはじめ、同年6月、『ヒーローは眠らない』で第1回カクヨムWeb小説コンテスト現代ドラマ部門大賞を受賞。同年12月、同作で富士見L文庫よりデビュー。有栖川有栖の推薦を受ける。有栖川は「語り口がうますぎて、読者は朝まで眠れない!」とのコメントを寄せた。

## 作品リスト
- ヒーローは眠らない（2016年12月 富士見L文庫）イラスト:alma  ISBN 978-4-04-072159-0

## 関連人物
- 有栖川有栖 - デビュー作品を推薦
- 野々宮ちさ - 有栖川有栖創作塾出身
- 大津光央 - 有栖川有栖創作塾出身
- 高代亞樹 - 有栖川有栖創作塾出身
- 犬塚理人 - 有栖川有栖創作塾出身
- 鵜林伸也 - 有栖川有栖創作塾出身